# Coupe du monde féminine de cyclisme sur route 2000
Navigation
Coupe du monde 1999 Coupe du monde 2001
La Coupe du monde de cyclisme sur route féminine 2000 est la 3e édition de la Coupe du monde de cyclisme sur route féminine. Cette édition a eu lieu entre le 10 mars et le 3 septembre.
C'est la coureuse lituanienne Diana Žiliūtė qui remporte le classement final pour la deuxième fois après 1998.

## Courses
| # | Date        | Course                               | Vainqueur         | Équipe                    | Leader de la coupe du monde |
| - | ----------- | ------------------------------------ | ----------------- | ------------------------- | --------------------------- |
| 1 | 12 mars     | Canberra World Cup                   | Anna Wilson       | Saturn Cycling Team       | Anna Wilson                 |
| 2 | 18 mars     | Primavera Rosa                       | Diana Žiliūtė     | Acca Due O-Lorena Camicie | Diana Žiliūtė               |
| 3 | 12 avril    | Flèche wallonne                      | Geneviève Jeanson |                           | Diana Žiliūtė               |
| 4 | 28 mai      | Coupe du Monde de Montréal           | Pia Sundstedt     | Gas Sport Team            | Diana Žiliūtė               |
| 5 | 4 juin      | Liberty Classic                      | Petra Rossner     | Saturn Cycling Team       | Diana Žiliūtė               |
| 6 | 27 août     | Lowland International Rotterdam Tour | Chantal Beltman   | Rabobank                  | Diana Žiliūtė               |
| 7 | 3 septembre | Finale d'Embrach                     | Pia Sundstedt     | Gas Sport Team            | Diana Žiliūtė               |

## Classement final
| #  | Cycliste          | Points                    | 1  | 2  | 3  | 4  | 5  | 6  | 7  | Total |
| -- | ----------------- | ------------------------- | -- | -- | -- | -- | -- | -- | -- | ----- |
| 1  | Diana Žiliūtė     | Acca Due O-Lorena Camicie | -  | 75 | 30 | 35 | 50 | 10 | 30 | 230   |
| 2  | Pia Sundstedt     | Gas Sport Team            | -  | 4  | 50 | 75 | -  | 11 | 75 | 215   |
| 3  | Mirjam Melchers   | Rabobank                  | 35 | 24 | -  | 27 | 4  | 15 | 35 | 140   |
| 4  | Chantal Beltman   | Rabobank                  | -  | 27 | -  | 6  | 5  | 75 | 9  | 122   |
| 5  | Fabiana Luperini  | Gas Sport Team            | -  | -  | -  | 50 | -  | -  | 50 | 100   |
| 6  | Susanne Ljungskog | Farm Frites-Hartol        | -  | 8  | 24 | -  | -  | 27 | 27 | 86    |
| 7  | Petra Rossner     | Saturn Cycling Team       | -  | -  | -  | -  | 75 | -  | -  | 75    |
| 8  | Geneviève Jeanson |                           | -  | -  | 75 | -  | -  | -  | -  | 75    |
| 9  | Anna Wilson       | Saturn Cycling Team       | 75 | -  | -  | -  | -  | -  | -  | 75    |
| 10 | Mirella van Melis |                           | 50 | -  | -  | -  | -  | 18 | -  | 68    |